# Johannisbrunnen (Geiselwind)

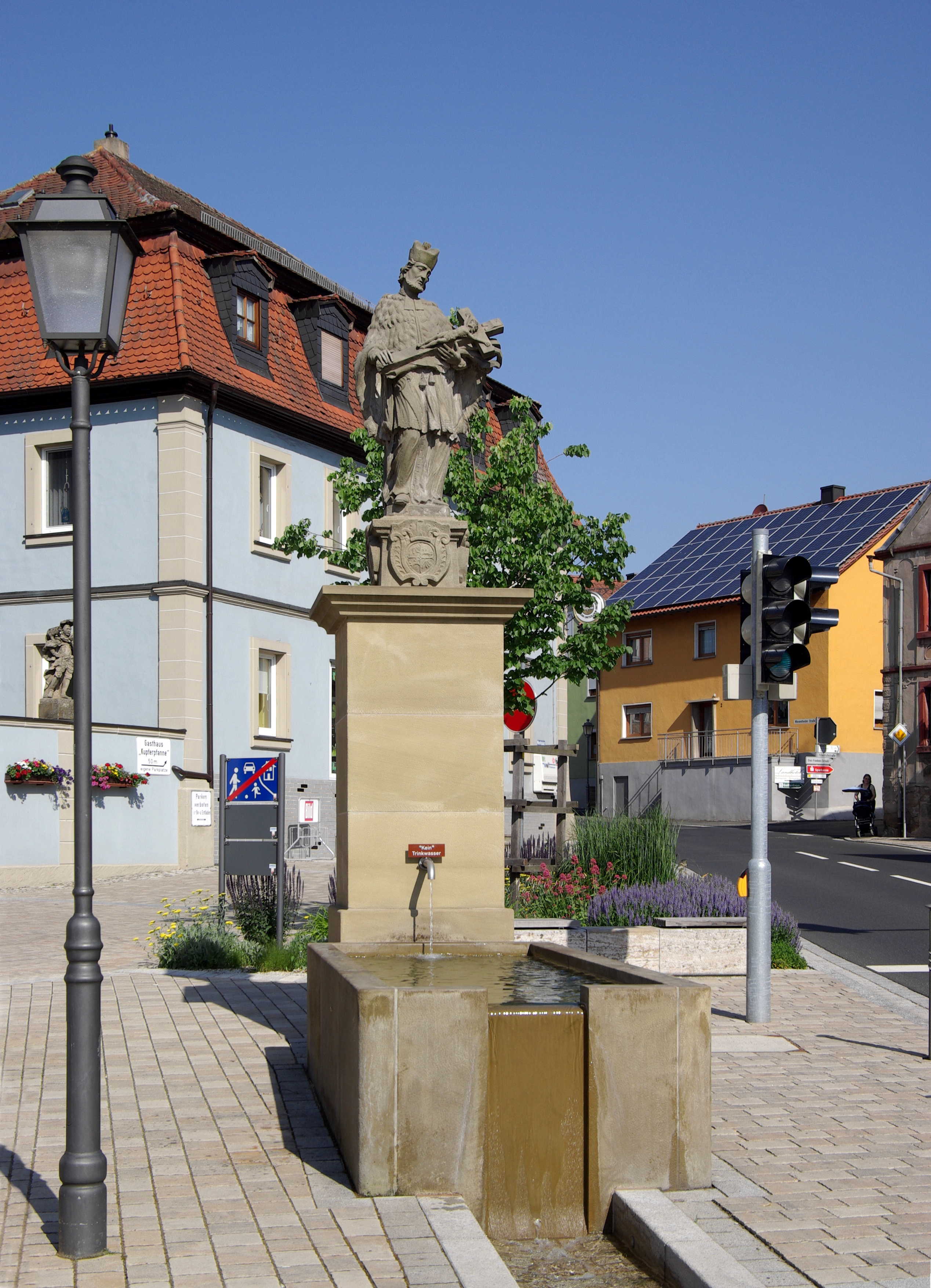
Johannisbrunnen in Geiselwind

Der Johannisbrunnen (auch Marktbrunnen genannt) ist eine historische Brunnenanlage auf dem Marktplatz des Geiselwinder Kernortes im unterfränkischen Landkreis Kitzingen.

## Geschichte
Der Brunnen bildet den Ortsmittelpunkt und geht in seiner heutigen Form auf das 18. Jahrhundert zurück. Die Brunnen, die sich an mehreren Orten im Dorf befanden, stellten jahrhundertelang die Wasserversorgung für die örtliche Bevölkerung sicher. In den Marktbrunnen wurde das weichste Wasser aus einer Quelle im Westen des Ortes geleitet, heute speist das Wasser mehrere Seen in der Nähe der Schnackenmühle. Die Qualität des Wassers war auch der Grund, weshalb der Marktbrunnen auch als Viehtränke genutzt wurde.
Die Bedeutung der Anlage wurde auch dadurch unterstrichen, dass die Dorfherren, die Fürsten von Schwarzenberg, ihr Wappen unterhalb der zentralen Nepomukfigur anbrachten. Der umgangssprachliche Name Johannisbrunnen geht auf diese Patronsfigur zurück. Während die Nepomukfigur mit der Jahreszahl 1753 ausgestattet wurde, die wohl auf die Errichtungszeit verweist, wurde der eigentliche Brunnen immer wieder verändert. Um 1955 bestand noch eine langgestreckte Viehtränke. Im Jahr 1964 erhielt der Brunnen dann ein rundes Brunnenbecken mit vier Rohren. Heute ist der Zustand aus der ersten Hälfte des 20. Jahrhunderts rekonstruiert.

## Beschreibung
Ältestes Bauteil des Brunnens ist die Figur des heiligen Johannes Nepomuk, dem Patron des Wassers. Er wurde in den Formen des Spätbarock geschaffen und weist ein Priestergewand mit Cape, Chorhemd und Birett auf. Er trägt ein Kreuz in der Hand. Der ursprünglich vorhandene metallene Sternenkranz um sein Haupt ist heute entfernt. Unterhalb der Figur hat sich ein Sockel erhalten, auf dessen vier Seiten das Wappen der Patronatsherren von Schwarzenberg sowie das Gemeindewappen von Geiselwind angebracht sind. Er erhebt sich auf einem modernen Säulenstumpf, vor dem sich ein langgestrecktes Becken aus Sandstein (2,5 m auf 3 m) befindet. Der Brunnen ist als Baudenkmal in die Bayerische Denkmalliste eingetragen.